# 社会主義学生同盟
社会主義学生同盟（しゃかいしゅぎがくせいどうめい、社学同）は、1958年に結成された日本の新左翼系の学生組織の一つ。前身は日本反戦学生同盟（反戦学同）、上部団体は共産主義者同盟（共産同、ブント）。上部団体の分裂に伴い分裂を繰り返した。

## 歴史

### 結成
社会主義学生同盟の前身である日本反戦学生同盟（AG、アー・ジェー）は、1950年に結成され、日本共産党を除名された学生党員により1956年から1958年にかけて再成された（全国委員長 中村光男）。1958年 反戦学生同盟は社会主義学生同盟（社学同）に発展的に解消し（初代委員長 中村光男）、同年末に共産主義者同盟が結成されると、その下部組織（学生組織）となった。
綱領の第一項目は「戦争と搾取と抑圧の原因である帝国主義に反対し、労働者階級の解放の闘いを支持し、日本と世界における社会主義の実現のために闘う」であった。

### 第一次共産同分裂後
1960年の第一次共産同の分裂・消滅後は社学同も分裂し、一部は革命的共産主義者同盟全国委員会系のマルクス主義学生同盟に合流したが、一部の大学では分裂せずに残り（独立社学同）、後の再建共産同（第二次共産同）に合流した。

### 第二次共産同分裂後
1968年以降の第二次共産同の分裂により、再建社学同も再び分裂し、社学同全国委員会派（統一派）と社学同ML派を形成し、またそれぞれが分裂・独立してて、統一派は関東派と関西派（主力が後の赤軍派）に分かれ、ML派は学生解放戦線(SEL)を形成した。

## 主な出身者
- 第一次社学同
  - 中村光男（初代全国委員長）
  - 陶山健一（委員長、後の中核派）
- 再建社学同
  - 三上治（委員長、後の共産主義者同盟叛旗派）
  - 荒岱介（後の戦旗・共産主義者同盟）
  - 重信房子（後の日本赤軍）
  - 柄谷行人　(社学同再建のアピールを書いた。後に離脱)[3]